# Fatouville-Grestain
Fatouville-Grestain est une commune française située dans le département de l'Eure en région Normandie.

## Géographie

### Localisation
Fatouville-Grestain est une commune du Nord-Ouest du département de l'Eure située au bord de l'estuaire de la Seine et à proximité du département du Calvados. Selon l'atlas des paysages de Haute-Normandie, elle appartient à la région naturelle du Lieuvin. Toutefois, l'Agreste, le service de la statistique et de la prospective du ministère de l'Agriculture, de l'Agroalimentaire et de la Forêt, la classe au sein du pays d'Auge (en tant que région agricole).
La commune est à moins de dix kilomètres à l'est de Honfleur, à autant de Beuzeville et à environ dix-sept kilomètres de Pont-Audemer.

### Communes Limitrophes
|                        | La Seine                                    |                     |
| Fiquefleur-Équainville | Fatouville-Grestain                         | Berville-sur-Mer    |
| Fiquefleur-Équainville | Fiquefleur-Équainville, Saint-Pierre-du-Val | Saint-Pierre-du-Val |

### Géologie et relief
La superficie de la commune est de 1 026 hectares, l'altitude varie entre 0 et 112 mètres.

### Hydrographie
La commune est située dans le bassin Seine-Normandie. Elle est drainée par la Seine, le canal de Retour d'Eau, la Vilaine et un bras de la Vilaine,,.
Le canal de Retour d'eau, d'une longueur de 10 km, prend sa source dans la commune de Berville-sur-Mer et se jette  dans la Seine à Honfleur, après avoir traversé cinq communes.
La Vilaine, d'une longueur de 11 km, prend sa source dans la commune de Beuzeville et se jette  dans le canal de Retour d'eau sur la commune, après avoir traversé cinq communes.

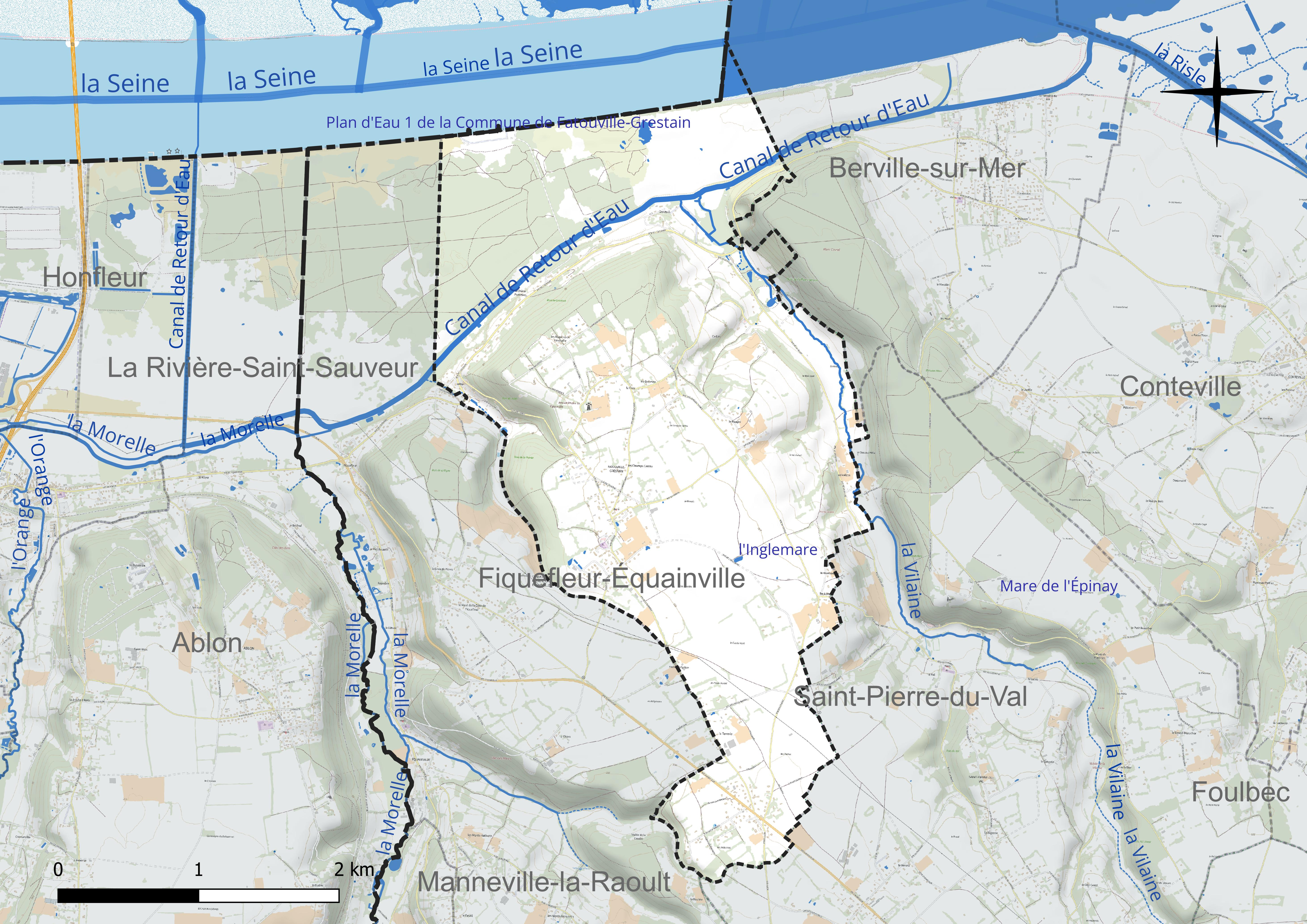
Réseau hydrographique de Fatouville-Grestain.

Deux plans d'eau complètent le réseau hydrographique : le plan d'eau 1 de la commune de Fatouville-Grestain (1,1 ha) et l'Inglemare (0,2 ha),.

### Climat
Pour des articles plus généraux, voir Climat de la Normandie et Climat de l'Eure.
En 2010, le climat de la commune est de type climat océanique franc, selon une étude du CNRS s'appuyant sur une série de données couvrant la période 1971-2000. En 2020, Météo-France publie une typologie des climats de la France métropolitaine dans laquelle la commune est exposée à un climat océanique et est dans la région climatique  Côtes de la Manche orientale, caractérisée par un faible ensoleillement (1 550 h/an) ; forte humidité de l’air (plus de 20 h/jour avec humidité relative > 80 % en hiver), vents forts fréquents. Parallèlement le GIEC normand, un groupe régional d’experts sur le climat, différencie quant à lui, dans une étude de 2020, trois grands types de climats pour la région Normandie, nuancés à une échelle plus fine par les facteurs géographiques locaux. La commune est, selon ce zonage, exposée à un « climat contrasté des collines », correspondant au Pays d’Auge, Lieuvin et Roumois, moins directement soumis aux flux océaniques et connaissant toutefois des précipitations assez marquées en raison des reliefs collinaires qui favorisent leur formation.
Pour la période 1971-2000, la température annuelle moyenne est de 10,5 °C, avec  une amplitude thermique annuelle de 12,7 °C. Le cumul annuel moyen de précipitations est de 893 mm, avec 12,8 jours de précipitations en janvier et 8,7 jours en juillet. Pour la période 1991-2020, la température moyenne annuelle observée sur la station météorologique la plus proche, située sur la commune de Boulleville à 6 km à vol d'oiseau, est de 11,3 °C et le cumul annuel moyen de précipitations est de 851,2 mm,. Pour l'avenir, les paramètres climatiques de la commune estimés pour 2050 selon différents scénarios d’émission de gaz à effet de serre sont consultables sur un site dédié publié par Météo-France en novembre 2022.

### Voies de communication et transports
- Situé dans une région riche en voies de communication (voie navigable de la Seine, deux autoroutes A13 et A29, deux franchissements routiers de la Seine avec le pont de Normandie et le pont de Tancarville), le territoire de la commune est traversé par deux routes départementales qui sont sur l'itinéraire de Pont-Audemer à Honfleur : la D 180 située sur le plateau et la D 312 qui longe l'estuaire de la Seine de la Risle jusqu'à Fiquefleur-Équainville[18]. Fatouville-Grestain est bordée au nord par la Seine ouverte au trafic de navires de gros tonnages.
- Les transports publics sont accessibles dans les communes voisines de La Rivière-Saint-Sauveur (arrêt sur la ligne de car Trouville/Honfleur/Le Havre), de Pont-l'Évêque et du Havre (gares SNCF de voyageurs sur la Ligne de Paris-Saint-Lazare au Havre et la ligne de Paris-Trouville/Deauville[19]).

## Urbanisme

### Typologie
Au 1er janvier 2024, Fatouville-Grestain est catégorisée commune rurale à habitat dispersé, selon la nouvelle grille communale de densité à 7 niveaux définie par l'Insee en 2022.
Elle appartient à l'unité urbaine de Honfleur, une agglomération inter-départementale dont elle est une commune de la banlieue,. Par ailleurs la commune fait partie de l'aire d'attraction du Havre, dont elle est une commune de la couronne,. Cette aire, qui regroupe 116 communes, est catégorisée dans les aires de 200 000 à moins de 700 000 habitants,.
La commune, bordée par la baie de Seine, est également une commune littorale au sens de la loi du 3 janvier 1986, dite loi littoral. Des dispositions spécifiques d’urbanisme s’y appliquent dès lors afin de préserver les espaces naturels, les sites, les paysages et l’équilibre écologique du littoral, tel le principe d'inconstructibilité, en dehors des espaces urbanisés, sur la bande littorale des 100 mètres, ou plus si le plan local d’urbanisme le prévoit.

### Occupation des sols
L'occupation des sols de la commune, telle qu'elle ressort de la base de données européenne d’occupation biophysique des sols Corine Land Cover (CLC), est marquée par l'importance des territoires agricoles (75,6 % en 2018), une proportion identique à celle de 1990 (75,6 %). La répartition détaillée en 2018 est la suivante : 
prairies (50,9 %), forêts (23,7 %), terres arables (18,5 %), zones agricoles hétérogènes (6,2 %), eaux maritimes (0,7 %). L'évolution de l’occupation des sols de la commune et de ses infrastructures peut être observée sur les différentes représentations cartographiques du territoire : la carte de Cassini (XVIIIe siècle), la carte d'état-major (1820-1866) et les cartes ou photos aériennes de l'IGN pour la période actuelle (1950 à aujourd'hui).

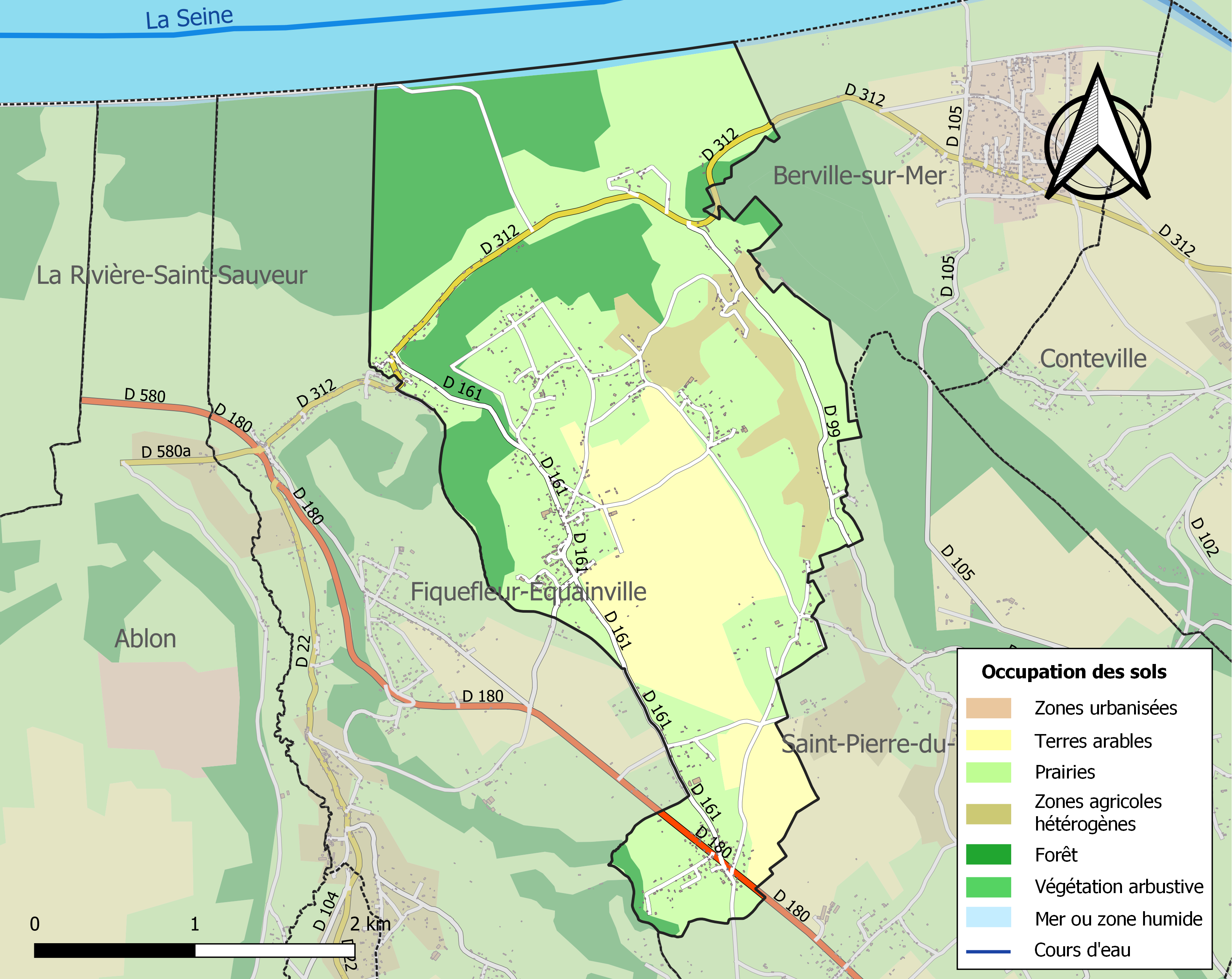
Carte des infrastructures et de l'occupation des sols de la commune en 2018 (CLC).

### Morphologie urbaine
La commune est constituée de plusieurs hameaux répartis sur le plateau, autour du bourg de Fatouville, généralement à une centaine de mètres d'altitude ; c'est le cas pour les hameaux de la Côte, de la Terrerie, du Feugré et pour la plaine d'Inglemare, par exemple. D'autres sont situés à des altitudes plus proches du niveau de la mer, c'est le cas pour les hameaux de Joble, Grestain et Carbec.

### Logement
En 2009, le nombre total de logements dans la commune était de 391, alors qu'il était de 287 en 1999.
Parmi ces logements, 72,4 % étaient des résidences principales, 24,7 % des résidences secondaires et 2,9 % des logements vacants. Ces logements étaient pour 93,8 % d'entre eux des maisons individuelles et pour 3,4 % des appartements.
La proportion des résidences principales, propriétés de leurs occupants était de 88,5 %, en sensible augmentation par rapport à 1999 (78,7 %).

### Projets d'aménagements
L'aménagement du territoire de Fatouville-Grestain est abordé au travers de trois documents :
- au niveau local de la commune, le plan local d'urbanisme (P.L.U.) qui a été approuvé le 19 février 2010,
- au niveau infra-départemental du territoire de la Basse-Risle, le schéma de cohérence territoriale (SCoT) de la Vallée de la Basse-Risle  qui, à la date 27 février 2013, est en cours d'élaboration par le Syndicat d’aménagement du Nord-Ouest de l'Eure (SANO)[31].

Nota : À l'occasion du débat public sur le tracé de la Ligne nouvelle Paris - Normandie (ligne ferroviaire à grande vitesse), le Syndicat d’aménagement du Nord Ouest de l'Eure (SANO) a marqué sa préférence pour un des tracés proposés (le scénario B).
- au niveau inter-régional de l'estuaire de la Seine, la Directive territoriale d'aménagement et de développement durables (DTADD) de l'estuaire de la Seine qui a été approuvée par décret no 2006-834 du 10 juillet 2006[33].

La commune a inauguré en mars 2010 une nouvelle salle des fêtes (l'ancienne salle qui n'étant plus aux normes a reçu une nouvelle affectation), par ailleurs, il est projeté de bâtir une nouvelle école.
En dehors de la commune mais à proximité de celle-ci (à moins de 5 kilomètres au nord à vol d'oiseau), deux équipements majeurs sont projetés pour la zone industrielle et portuaire du Havre :
- une plate forme multimodale (fluvial, ferroviaire et routier) dont les travaux de construction ont débuté en 2012 pour une mise en service en 2014 d'une première tranche d'une capacité de 300 000 conteneurs,
- le prolongement du Grand canal du Havre jusqu’au canal de Tancarville dont la décision de lancement du chantier a été retardée de deux ans et n'était pas prise à fin décembre 2012.

## Toponymie

### Fatouville
Le nom de la paroisse est mentionné sous la forme Fastovilla (cartulaire de Préaux) vers 1140 , Fastouville en 1782 (Dict. des postes).
Il s'agit d'une formation médiévale en -ville au sens ancien de « domaine rural », composée avec le nom de personne vieux norrois Fastulfr ou germanique Fastulf. C'est ce même nom qui aurait été repris par Shakespeare sous la forme altérée Falstaff. Il existe plusieurs autres Fatouville en Normandie, mais pas ailleurs en France, ce qui fait préférer l'hypothèse scandinave. FastulfR ou Fastúlfr sont les formes norroises du nom de personne, le vieux danois a Fastulf. Il s'agit d'un composé des éléments germaniques FAST « dur, ferme » et ULF « loup ».

### Grestain
Le nom de l'abbaye et de la localité sont attestés sous les formes Grestano vers 1050 ; S. Maria Gresteni en 1113 (roul. des morts); Grestanum (Neustria pia); Gresten en 1185 (Robertus de Monte) ; Grestenus en 1228 (cart. de Jumiéges) ; Gratin en 1249; Gratain en 1254 ; Grestain en 1257; Grestanus en 1254 (Gall. christ.).
Il s'agit peut-être d'un type toponymique issu du vieil anglais  great « grand, élancé » +  stān  « pierre » (il faut comprendre grēat, forme écrite du vieil anglais, great étant de l'anglais moderne). Dans ce cas, il serait synonyme de Garston (Lancashire, Grestan 1094.)». Cependant, les formes suivantes ne vont pas nécessairement dans le sens de la forme précoce latinisée Grestano. En effet, le type Gresteni ou Gresten dont le second élément est -sten(i) implique plutôt d'avoir recours au vieux norrois steinn « pierre », le toponyme n'étant pas par ailleurs attesté sous la forme *Grestan. En ce qui concerne le premier élément Gre-, il n'existe aucune trace de la présence d'un [t] qui puisse confirmer l'hypothèse great, bien que l'alternance des formes en gre- et en gra- soit compatible avec l'articulation de la diphtongue ēa du vieil anglais. En revanche, on peut y voir l'ancien scandinave gráa, forme déclinée de grár « gris », d'où le sens global de « pierre grise » qui pourrait faire référence à un mégalithe en grès ou en calcaire gris (sorte de calcaire qui contient de la silice), à l'emplacement duquel l'abbaye a été fondée (tout comme l'abbaye de Graville, en un lieu nommé Grestain également). Il existe un lieu homonyme en Islande, Grásteinn qui désigne une pierre grise et également gråstein qui désigne tout type de pierre grise en norvégien.
Le passage de Gra- à Gre- ne va pas de soi phonétiquement, mais on constate le même phénomène dans le mot regretter, attesté au Moyen Âge généralement sous les formes regreter mais parfois aussi regrater et qui passe pour un emprunt au vieux norrois gráta « pleurer, se lamenter, déplorer », peut-être influencé phonétiquement par l'anglais grētan de sens proche. Dans le cas de Grestain, il est possible que le vocalisme du premier élément ait été influencé par le vieil anglais græġ « gris ».
Grestain a été ajouté comme déterminant complémentaire à Fatouville lors du rattachement de l'ancienne commune de Carbec-Grestain en 1844.

### Carbec
Le nom du lieu est attesté sous la forme Carebec à la fin du XIIe siècle.
Du nom de personne scandinave Kári que l'on retrouve dans les nombreux Carville et Cartot de Normandie et de l'appellatif bekkr, terme vieux norrois signifiant « ruisseau », présent dans de nombreux hydronymes et toponymes normands en -bec. Ce nom faisait sans doute référence à la Vilaine ou à un petit affluent, ruisseau à la source duquel le village est situé.
Le nom de Carbec  était avant la création de la commune de Fatouville-Grestain utilisé dans le toponyme Carbec-Grestain, né du rattachement de l'ancienne paroisse de Saint-Ouen de Grestain à celle de Carbec en 1743.

## Histoire
En 1040, le comte Herluin de Conteville y fonde l'abbaye de Grestain (où sera inhumée son épouse, Arlette de Falaise, mère de Guillaume le Conquérant).
En 1345, Simon Houël acquiert le fief de La Pommeraye dont le siège est dans la commune de Berville-sur-Mer
En 1757, l'abbaye Notre-Dame de Grestain est fermée et les bâtiments sont en partie détruits en 1766.
La commune nait le 25 juin 1844, de l'union des deux communes de Carbec Grestain (ou Grestain Carbec) et de Fatouville-sur-Mer, pour devenir Fatouville-Grestain.

## Politique et administration

### Tendances politiques et résultats
| Liste des candidats | Voix | % Exprimés |
| ------------------- | ---- | ---------- |
| M. Nicolas Sarkozy  | 282  | 61,84      |
| Mme Ségolène Royal  | 174  | 38,16      |

| Liste des candidats | Voix | % Exprimés |
| ------------------- | ---- | ---------- |
| François Hollande   | 182  | 40,09      |
| Nicolas Sarkozy     | 272  | 59,91      |

### Administration municipale
- Le nombre d'habitants de la commune étant compris entre 500 et 1 499 au dernier recensement, le nombre de membres du conseil municipal est de 15[41].

### Liste des maires
| Période                                  | Période   | Identité                   | Étiquette | Qualité                     |
| ---------------------------------------- | --------- | -------------------------- | --------- | --------------------------- |
| Les données manquantes sont à compléter. |           |                            |           |                             |
| 1950                                     | mars 1977 | André Cardine (1901-1984)  | SE        | Agriculteur, puis retraité  |
| mars 1977                                | mars 1989 | André Durand (1914-2002)   | SE        | Retraité de l’agriculture   |
| mars 1989                                | mars 2001 | Yvon Bellamy (1941- 2022)  | SE        | Agriculteur                 |
| mars 2001                                | mars 2008 | Léon Boudard (1928 - 2014) | DVD       | Retraité                    |
| mars 2008                                | En cours  | Brigitte Pourdieu          | NC-UDI    | Retraitée de l'enseignement |

### Coopérations intercommununales
La commune de Fatouville-Grestain est membre de cinq établissements publics de coopération intercommunale (EPCI) : 
- Le S.A.E.P de Beuzeville, syndicat intercommunal à vocation unique (SIVU) assurant la fourniture d'eau potable
- Le syndicat de gestion du CEG de Beuzeville (SIVU)
- Le syndicat de l'électricité et du gaz de l'Eure (SIEGE) (SIVU)
- Le syndicat intercommunal à vocation scolaire (SIVOS) Jacques-Rueff
- La communauté de communes du Pays de Honfleur-Beuzeville

### Jumelages
Au 25 février 2013, Fatouville-Grestain n'est jumelée avec aucune commune.

## Population et société

### Démographie
L'évolution du nombre d'habitants est connue à travers les recensements de la population effectués dans la commune depuis 1793. Pour les communes de moins de 10 000 habitants, une enquête de recensement portant sur toute la population est réalisée tous les cinq ans, les populations de référence des années intermédiaires étant quant à elles estimées par interpolation ou extrapolation. Pour la commune, le premier recensement exhaustif entrant dans le cadre du nouveau dispositif a été réalisé en 2008.

En 2022, la commune comptait 710 habitants, en évolution de −6,82 % par rapport à 2016 (Eure : −0,25 %, France hors Mayotte : +2,11 %).
| 1793 | 1800 | 1806 | 1821 | 1831 | 1836 | 1841 | 1846 | 1851 |
| ---- | ---- | ---- | ---- | ---- | ---- | ---- | ---- | ---- |
| 593  | 559  | 504  | 614  | 663  | 666  | 682  | 757  | 772  |

| 1856 | 1861 | 1866 | 1872 | 1876 | 1881 | 1886 | 1891 | 1896 |
| ---- | ---- | ---- | ---- | ---- | ---- | ---- | ---- | ---- |
| 708  | 665  | 606  | 604  | 595  | 519  | 517  | 531  | 510  |

| 1901 | 1906 | 1911 | 1921 | 1926 | 1931 | 1936 | 1946 | 1954 |
| ---- | ---- | ---- | ---- | ---- | ---- | ---- | ---- | ---- |
| 505  | 444  | 450  | 408  | 436  | 410  | 438  | 454  | 426  |

| 1962 | 1968 | 1975 | 1982 | 1990 | 1999 | 2006 | 2008 | 2013 |
| ---- | ---- | ---- | ---- | ---- | ---- | ---- | ---- | ---- |
| 434  | 361  | 406  | 494  | 507  | 536  | 669  | 709  | 761  |

| 2018 | 2022 | - | - | - | - | - | - | - |
| ---- | ---- | - | - | - | - | - | - | - |
| 730  | 710  | - | - | - | - | - | - | - |

### Enseignement
Fatouville-Grestain est située dans l'académie de Normandie.
La commune administre une école maternelle et une école élémentaire (de 48 élèves) communales.
Depuis 1989, la commune de Fatouville-Grestain a mutualisé ses moyens relatifs aux écoles maternelle et élémentaire avec les deux communes limitrophes de Berville-sur-Mer et de Saint-Pierre-du-Val par la création du syndicat intercommunal à vocation scolaire (SIVOS) Jacques-Rueff.
Ainsi en 2009, les 163 enfants des trois communes allaient en maternelle à Berville-sur-Mer, en primaire à Fatouville-Grestain puis à Saint-Pierre-du-Val.
Le département administre le lycée Jacques-Brel à Beuzeville, chef-lieu de canton.

### Manifestations culturelles et festivités
Une procession a été organisée le 12 mars 2012 entre Grestain et Carbec en l'honneur de saint Benoît de Nursie, inspirateur de l'ordre religieux des bénédictins de l'abbaye de Grestain.

### Santé
L'établissement de santé le plus proche est le centre hospitalier de la Côte fleurie, 246 places, situé à Équemauville près de Honfleur dans le département du Calvados.

### Cultes
Le culte catholique a été historiquement très présent dans la commune avec une abbaye (Notre-Dame de Grestain), trois paroisses (Saint-Martin de Carbec, Saint-Martin de Fatouville et Saint-Ouen de Grestain) et deux chapelles (la chapelle Saint-Thomas du château de la Pommeraye et la chapelle de La Madeleine autrefois sise à la Léproserie Saint-Laurent-des-Ladres entre les hameaux de Joble et de Grestain.
En 2013, la commune dépend de la paroisse Notre-Dame-de-l'Estuaire dont le siège est à Beuzeville au sein du doyenné de pays d'Auge Nord, lui-même au sein du diocèse de Bayeux-Lisieux.

## Économie

### Revenus de la population et fiscalité
En 2010, le revenu fiscal médian par ménage était de 33 643 €, ce qui plaçait Fatouville-Grestain au 8 287e rang parmi les 31 525 communes de plus de 39 ménages en métropole.

### Emploi
En 2009, la population âgée de 15 à 64 ans s'élevait à 471 personnes, parmi lesquelles on comptait 75,3 % d'actifs dont 70,6 % ayant un emploi et 4,8 % de chômeurs.
On comptait 54 emplois dans la commune, contre 47 en 1999. Le nombre d'actifs ayant un emploi résidant dans la commune étant de 333, l'indicateur de concentration d'emploi est de 16,1 %, ce qui signifie que la commune offre seulement un emploi pour six habitants actifs.

### Entreprises et commerces
Au 31 décembre 2010, Fatouville-Grestain comptait 44 établissements : dix dans l’agriculture-sylviculture-pêche, un dans l'industrie, douze dans la construction, dix-huit dans le commerce-transports-services divers et trois étaient relatifs au secteur administratif.
En 2011, sept entreprises ont été créées à Fatouville-Grestain dont cinq par des auto-entrepreneurs.

## Culture locale et patrimoine

### Lieux et monuments

#### Monuments historiques
La commune de Fatouville-Grestain compte trois monuments inscrits ou classés au titre des monuments historiques :
- Le phare de Fatouville (XIXe)  Classé MH (2011)[59]. Situé en pleine campagne, à proximité du hameau de la Côte, ce phare a été construit par Léonce Reynaud en 1849. Haut de 33 mètres, son feu portait à plus de 44 km avant qu'il ne soit éteint en 1907 à la suite des travaux d'endiguement de l'estuaire de la Seine. Il a été le siège d'une biscuiterie et abrite aujourd'hui des chambres d'hôtes.
- L'église Saint-Martin de Fatouville (XIIe et XIIIe)  Inscrit MH (1954)[60]. Ses fondations du XIe siècle, construites en pierre et en silex, conservent quelques traces romanes.
- L'ancienne abbaye de Grestain (XIe, XIIe et XVIe)  Inscrit MH (1975)[61]. Cette abbaye a été fondée en 1050 par Herluin de Conteville et son épouse Arlette, mère de Guillaume le Conquérant.

#### Autres monuments
D'autres monuments sont à mentionner :
- à Carbec, l'église paroissiale Saint-Martin et le lavoir. L'église a été construite en silex et torchis du XIe au XIIIe siècle[62]. À proximité, une source dédiée à saint Méen[b 1] alimente, en contrebas, le lavoir à Carbec de la première moitié du XIXe siècle[63]
- à Grestain, le pavillon d'entrée  (ou poterne) du  manoir de la Pommeraye, lequel est situé sur le territoire de la commune de Berville-sur-Mer[64]
- des maisons et fermes des XVIIe aux XIXe siècle[65], le manoir situé au Feugré[66], une ferme de la seconde moitié du XIXe siècle[67], une maison à la Terrerie de la seconde moitié du XIXe siècle[68], le monument (sculpture) Notre-Dame-de-la-Mission construit en 1857[69], le presbytère situé à Carbec[70] ainsi qu'un manoir situé aux Londes[71].

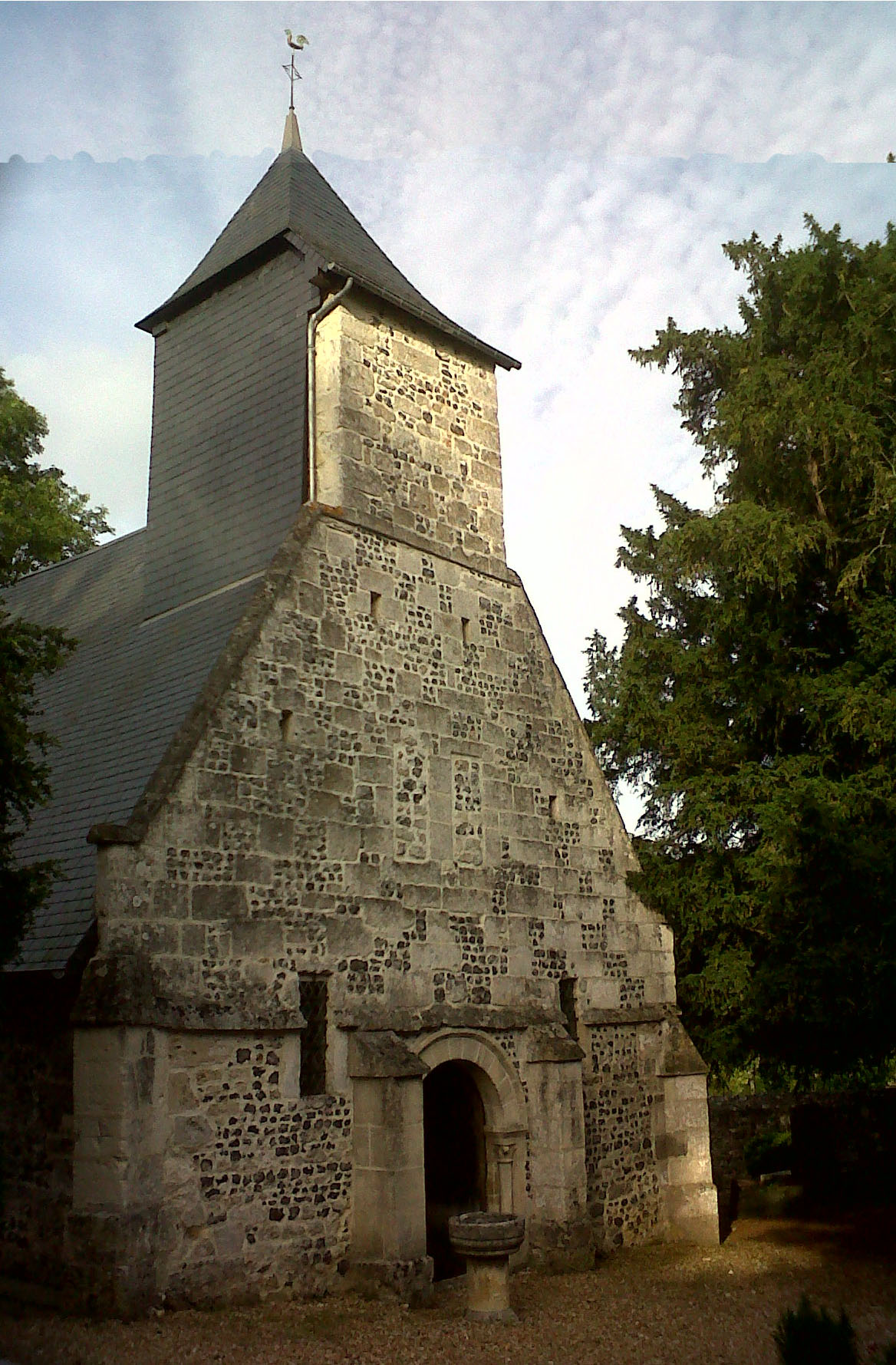
Chapelle Saint-Martin de Carbec.
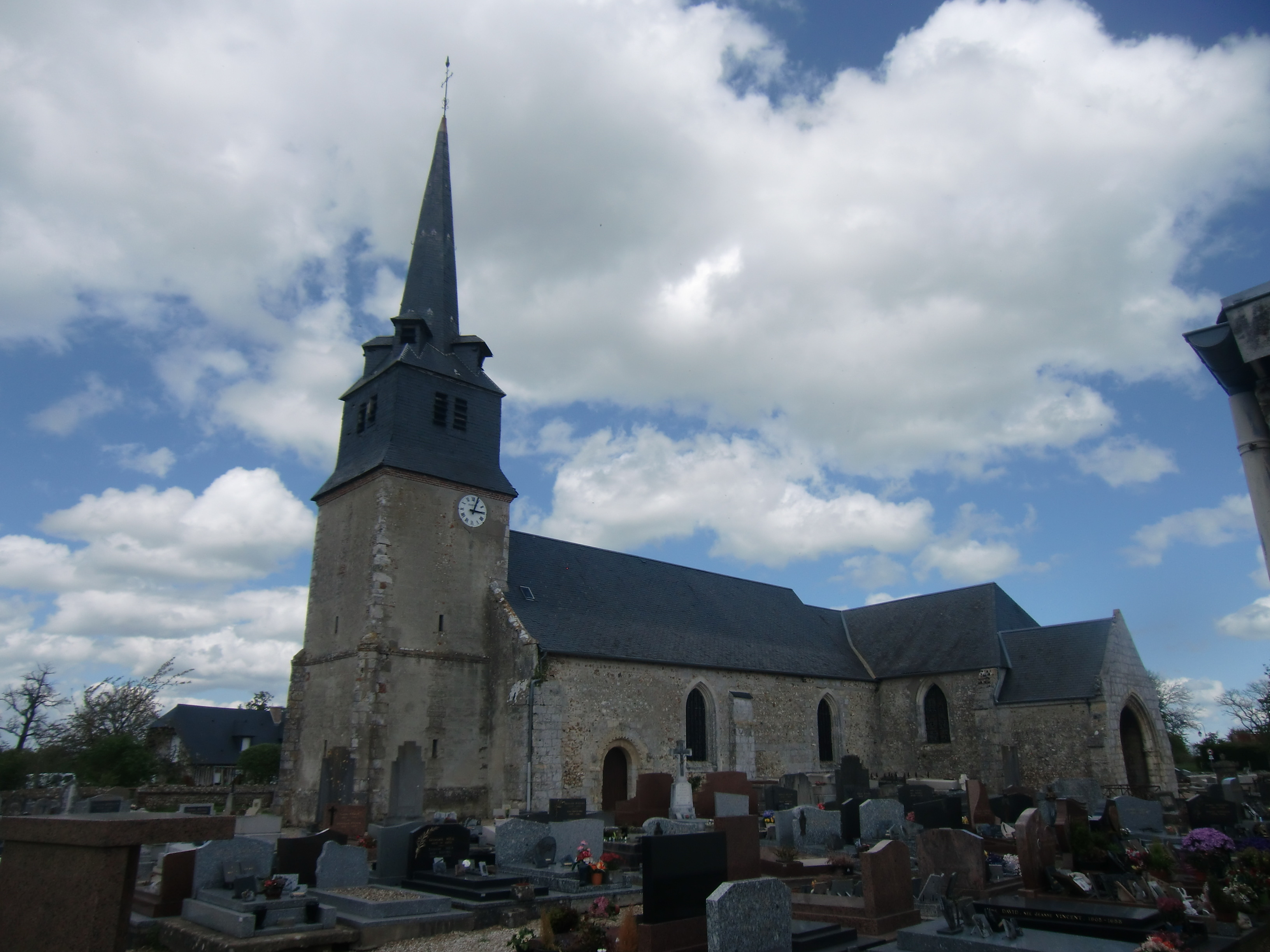
Église Saint-Martin de Fatouville (Bourg).
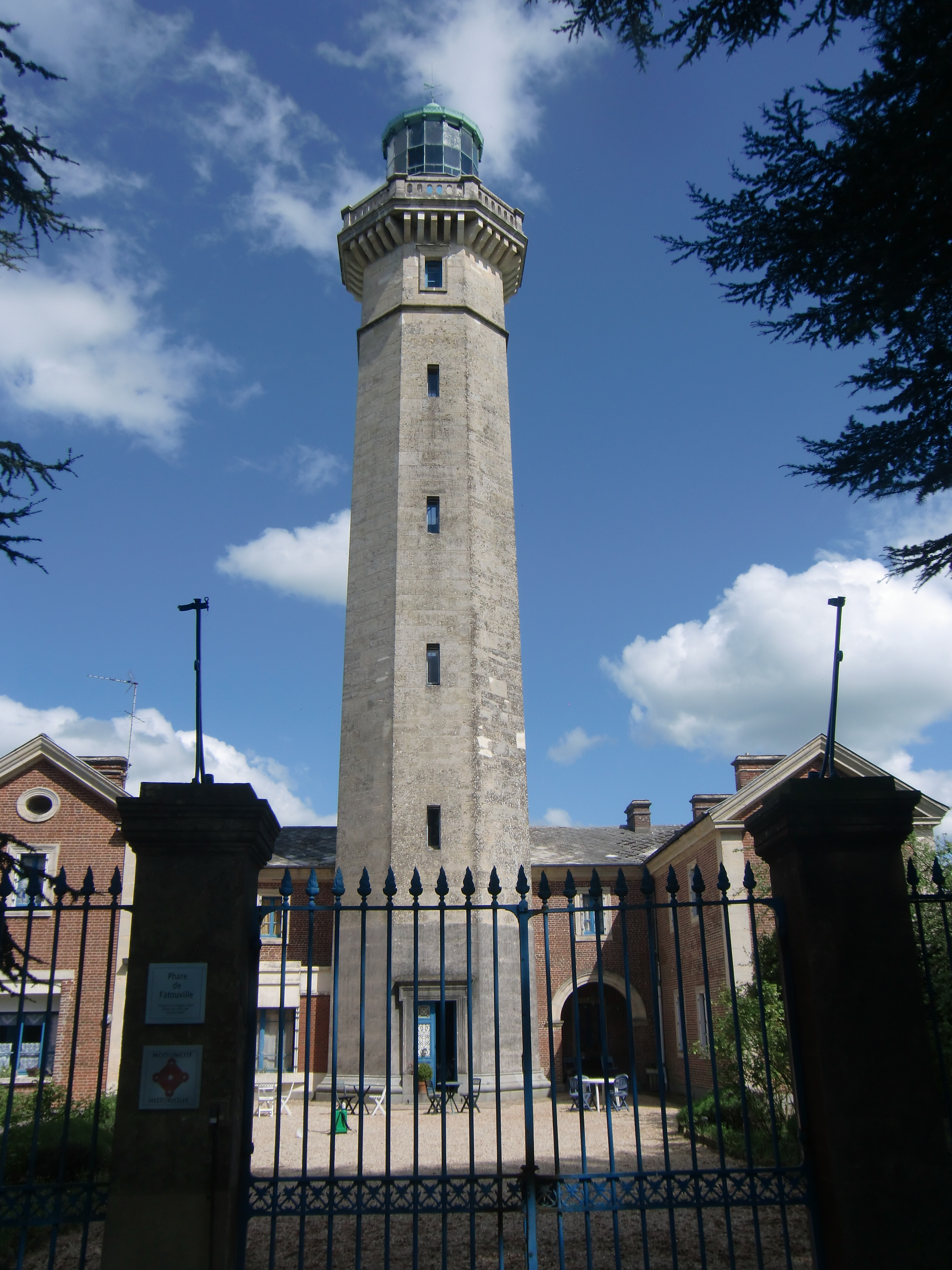
Phare de Fatouville-Grestain.
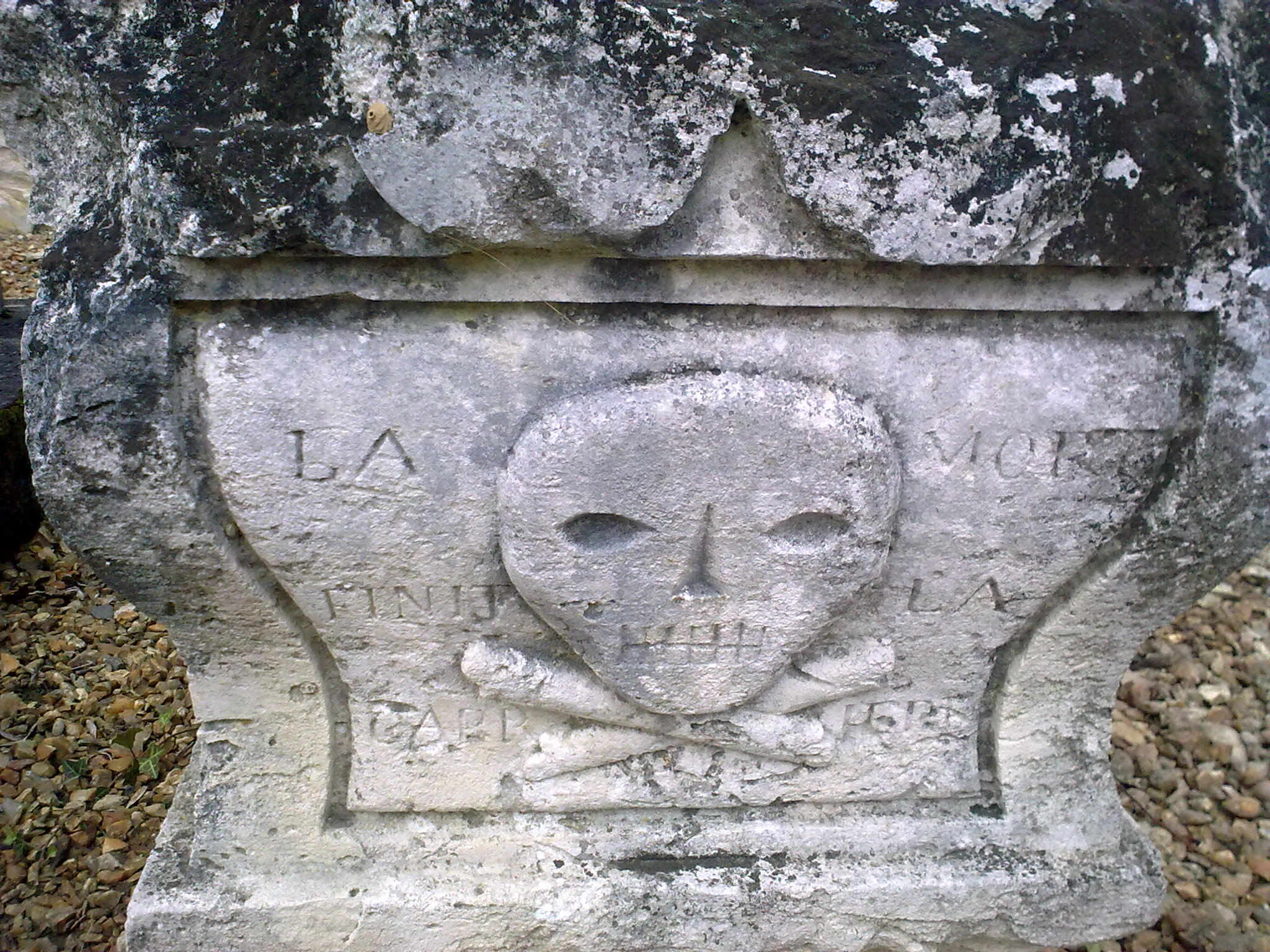
Pierre tombale de Jean François Lallement armateur de Honfleur et acquéreur en 1792 de l'ancienne abbaye de Grestain[c 3].
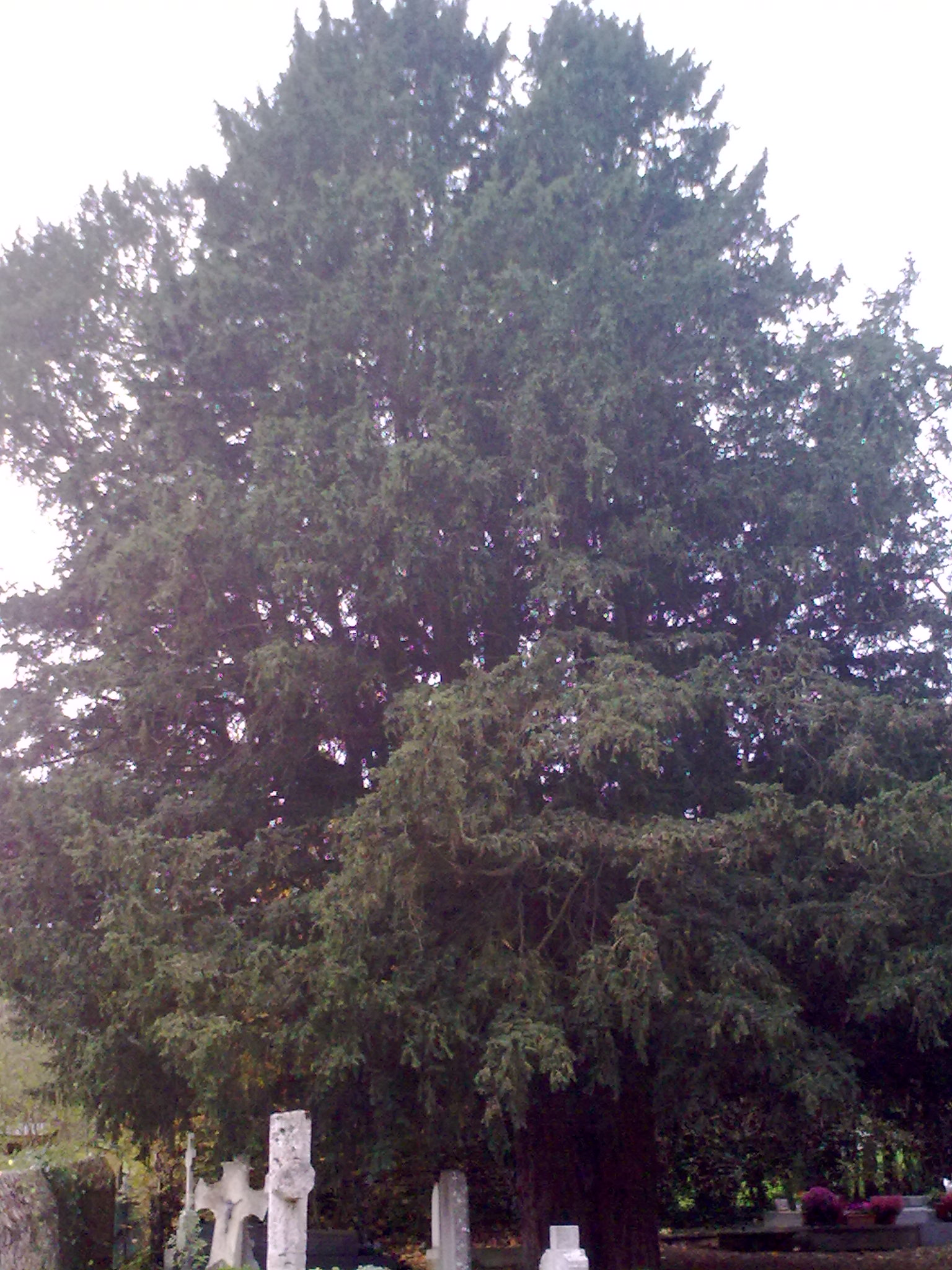
If funéraire pluricentenaire du cimetière sous lequel reposent les cendres de Jacques Lanzmann.
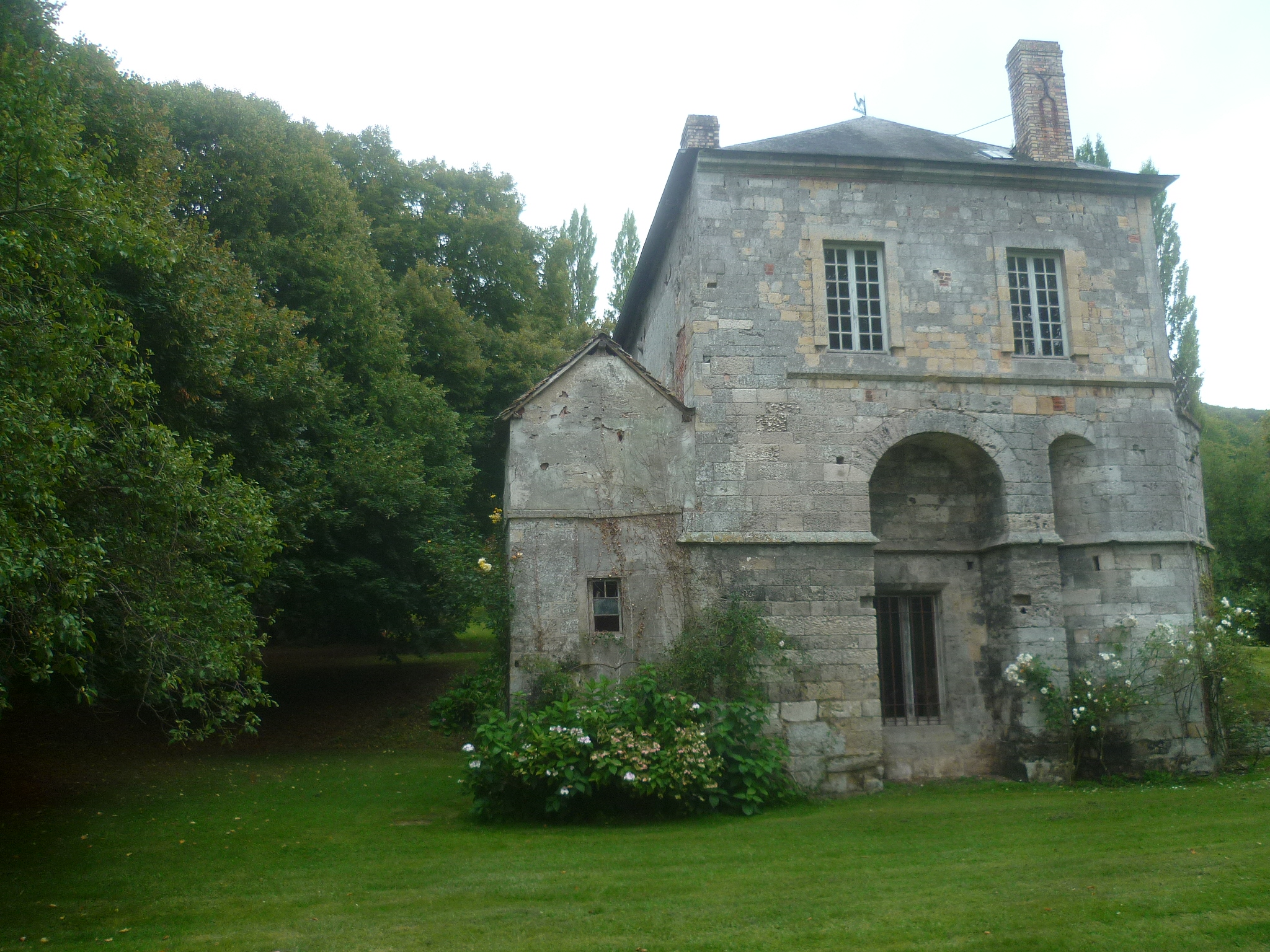
Vestiges de l'abbaye de Grestain (base médiévale avec un étage supérieur du XVIIIe siècle).
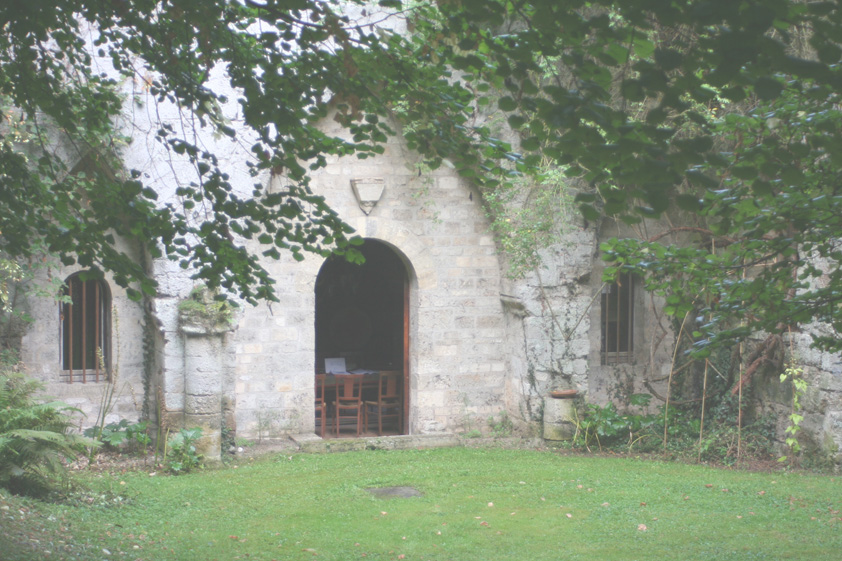
Abbaye de Grestain : Entrée des cuisines

### Patrimoine naturel

#### Zone marine protégée de la convention OSPAR (Atlantique Nord-est)
- Estuaire de la Seine[72]. La commune est le siège de l'association de protection de l'environnement Estuaire Sud.

#### Terrain acquis par le conservatoire du littoral
- Rives de Seine Sud - 27[73].

#### Natura 2000
- Site Natura 2000 "Estuaire de la Seine"[74].
- Site Natura 2000 "Estuaire et marais de la Basse Seine"[75].

#### ZNIEFF de type 1
- ZNIEFF 230014809 – Le marais du Hode[76].
- ZNIEFF 230030025 – Le bois de Grestain[77].
- ZNIEFF 230030026 – Le bois de la Plante[78].

Cette ZNIEFF est composée, d'un côté, d'une frênaie humide et d'une forêt mixte de pente et ravin, et de, l'autre, d'une chênaie acide et d'une chênaie-charmaie. Du point de vue de la flore, deux espèces déterminantes se développent sur le site : l'Iris fétide, iridacée peu commune dans la région, et la Luzule ramassée, joncacée rare. La Néottie nid d'oiseau, orchidée assez rare, a également été trouvée sur le site. Par ailleurs, l'ensemble de la ZNIEFF constitue une zone de refuge pour de nombreux animaux forestiers, notamment grâce aux fortes pentes des versants.
- ZNIEFF 230030436 – La mare de l'inglemare[79].

La mare de l'Inglemare se distingue par la richesse de sa flore. Elle abrite des types d'herbier aquatique, dont un herbier à Morrène aquatique et un herbier à Utriculaire du groupe australis.
- ZNIEFF 230030846 – L'ancienne carrière du mont Courel à Berville-sur-mer et à Fatouville-Grestain[80].

Le mont Courel est un promontoire allongé et crayeux d'une altitude de 80 m situé entre les basses vallées de la Risle et de la Vilaine, et surplombant l'estuaire de la Seine. Il s'étend également sur la commune de Berville-sur-Mer. Ce site est composé de petites pelouses maigres de recolonisation qui disparaissent peu à peu au profit de la Brachypode penné et de l'Origan vulgaire, d'une végétation hygrophile où quelques espèces se développent comme le très rare Épipactis des marais et enfin, de pelouses marnicoles où pousse l'Orobanche sanglante. Par ailleurs, des éboulis permettent la présence de la Digitale jaune, de la Blackstonie perfoliée et de la Laîche glauque. Quant aux versants de la vallée de la Vilaine, ils sont constitués de sous-bois à Fragon qui abritent des espèces thermophiles comme l'Iris fétide ou la Garance voyageuse. Enfin, du point de vue faunistique, le milieu est propice à la reproduction de quelques espèces d'oiseaux telles que le Faucon crécerelle ou le Choucas des tours.
- ZNIEFF 230031143 – Les prairies de Saint-Pierre-du-Val[81].

L'intérêt essentiel de cette ZNIEFF est le petit ruisseau qui traverse la prairie dans laquelle pâture des bovins. Ce ruisseau abrite des agrions de mercure  et des Calopteryx vierges.
- ZNIEFF 250013249 – Les alluvions[82].

Cette ZNIEFF s'étend également sur les communes de Fiquefleur-Équainville et de Berville-sur-Mer pour le département de l'Eure et sur les communes de La Rivière-Saint-Sauveur, d'Ablon et d'Honfleur pour le département du Calvados. Elle est occupée, en grande partie, par une saulaie-bétulaie sur sable et par des fourrés dunaires à Argousiers. Leur localisation sur les alluvions récentes de la Seine font de cette zone un site naturel quasiment unique en Normandie. Des canaux, des mares, des prairies humides pâturées et des mégaphorbiaies, notamment, complètent le site. Du point de vue floristique, ce site abrite des espèces botaniques rares à très rares et protégées au niveau régional voire national : le Lotier à feuilles étroites, l'Ophioglosse langue-de-serpent, la Pyrole des dunes, la Menthe pouliot, le Polypogon de Montpellier, le Saule argenté, le Troscart des marais, la Corrigiole des rives, la Laîche arrondie, l'Amarante blanche, l'Amaranthe à feuilles marginées, le Plantain des sables, etc. Des orchidées occupent également cette zone : l'Epipactis des marais, l'Orchis à fleurs lâches, le Souchet brun, la Lentille d'eau sans racine, la Patience maritime, la Patience des marais et la Belladone, etc. Du point de vue faunistique, est à relever la présence d'orthoptères dont notamment la Courtillière et le Tétrix des vasières et de papillons dont certaines espèces très rares protégées au niveau national (le Sphinx de l'épilobe, Euxoa cursoria, Parastichtis suspecta, Apamea oblonga, Chorthodes extrema, Arenostola phragmitidis, Chilodes maritimus, etc.). Enfin, ces milieux sont favorables à la nidification de nombreux oiseaux tels que la Bouscarle de Cetti, le Loriot, l'Hirondelle de rivage, le Grèbe castagneux, le Râle d'eau, le Vanneau huppé, le petit Gravelot, le Martin-pêcheur, le Rossignol philomèle, le Phragmite des joncs, etc.

#### ZNIEFF de type 2
- ZNIEFF 230009161 – La basse vallée de la Risle et les vallées conséquentes de Pont-Audemer à la Seine[83].

#### Site inscrit
- La rive gauche de l'embouchure de la Seine[84].  Site inscrit (1977)[85].

### Patrimoine culturel
Le site de Fatouville Grestain a inspiré des artistes tels que le peintre Paul Huet (1803-1869) dont un des tableaux présent dans la collection du musée Eugène-Boudin de Honfleur représente Grestain ou tels que le sculpteur Raymond Dubois (1904-1982) qui a réalisé le chemin de croix de la chapelle de Carbec.
La littérature a été elle aussi inspirée par le site de Carbec avec Lucie Delarue-Mardrus (1874-1945) qui décrit dans le roman L’Ange et les Pervers publié en 1934 des promenades entre le château de la Pommeraye et la chapelle de Carbec et avec Bernard Simiot (1904-1996) qui a été probablement influencé par le nom du hameau de Carbec — où il séjournait — pour sa saga des Carbec dont le premier volume s'intitule Ces messieurs de Saint-Malo publié en 1983.

### Personnalités liées à la commune
- Arlette de Falaise (vers 1010 – vers 1050), mère de Guillaume le Conquérant, est enterrée à l'abbaye de Grestain.
- Charles VII (1403-1461), roi de France, il séjourne en 1450 à l'abbaye de Grestain lors du siège de Honfleur tenu par les Anglais[c 4].
- Bernard Simiot (1904-1996) séjourne dans une maison au hameau de Carbec[Note 6].
- Jacques Lanzmann (1927-2006), écrivain, parolier, enterré au cimetière de Carbec.
- François Truffaut (1932-1984) a tourné en 1977 dans la chapelle de Carbec une scène du film La Chambre verte[86].
- Hervé Morin (1961), ancien ministre, est originaire de la commune. Son grand-père maternel, André Cardine, en a été le maire pendant 30 ans.

### Héraldique, logotype et devise
La commune ne dispose pas de blason ; toutefois sur la cloche de la chapelle de Carbec inaugurée en 1756 sont mentionnés les noms et armoiries de son parrain Jean Philibert de Renty, abbé et baron de Grestain et de sa marraine Suzanne de Philippe, veuve de Philippe d'Houel seigneur de Berville-sur-Mer et La Pommeraye.
Le blason de l'abbaye de Grestain est décrit comme suit "d'azur, à une crosse d'or acostée des lettres G et F de même".

## Pour approfondir